# Theodor Schwann
Theodor Schwann (n. 7 decembrie 1810, Neuss, Germania – d. 11 ianuarie 1882, Köln, Imperiul German) a fost fiziolog, histolog și citolog german. Printre contribuțiile sale majore în cadrul biologiei putem enumera: dezvoltarea teoriei celulare (împreună cu Matthias Jakob Schleiden și Rudolf Virchow), descoperirea a ceea ce ulterior au fost denumite teaca Schwann și celulă Schwann, studiul pepsinei, descoperirea naturii organice a drojdiei și inventarea termenului de metabolism.

## Biografie
A studiat mai întâi la Colegiul iezuit din Köln, apoi la Bonn, unde îl întâlnește pe celebrul biolog Johannes Peter Müller. Sub influența și îndrumarea acestuia, își continuă studiile la Universitatea Humboldt din Berlin. Müller își pregătea celebra sa lucrare în domeniul fiziologiei, iar Schwann îl asista la experiențele efectuate.
În 1838 devine profesor la Universitatea Catolică din Louvain, iar în 1848 la Universitatea din Liège, Belgia.

## Recunoaștere și apreciere
Pentru meritele sale, Theodor Schwann obține Medalia Copley în 1845.